# Doug Overton
Douglas McArthur "Doug" Overton Jr. (Filadelfia, Pensilvania, 3 de agosto de 1969) es un exjugador y entrenador de baloncesto estadounidense que jugó once temporadas en la NBA, además de hacerlo en la CBA, en la liga ACB y la liga australiana. Con 1,90 metros de estatura, jugaba en la posición de base. Actualmente ejerce como entrenador asistente de los New Jersey Nets.

## Trayectoria deportiva

### Universidad
Jugó durante cuatro temporadas con los Explorers de la Universidad de La Salle, en las que promedió 14,6  puntos, 3,4 rebotes y 5,5 asistencias por partido. Conserva en la actualidad los récords históricos de su universidad de asistencias y robos de balón. En sus tres últimas temporadas fue incluido en los mejores quintetos de la Metro Atlantic Athletic Conference y la no oficial Philadelphia Big 5.

### Profesional
Fue elegido en la cuadragésima posición del Draft de la NBA de 1991 por Detroit Pistons, pero fue despedido antes del comienzo de la temporada, Jugó entonces una temporada en los Rockford Lightning de la CBA y más tarde en los Illawarra Hawks de la liga australiana, fichando como agente libre por Washington Bullets antes del comienzo de la temporada 1992-93. Allí jugó tres temporadas como suplente de Michael Adams, siendo la mejor la primera de ellas, en la que promedió 8,1 puntos y 3,5 asistencias por partido.
En 1995 es traspasado junto con Don MacLean a los Denver Nuggets, a cambio de Robert Pack, jugando una temporada en la que dispuso de pocas oportunidades, promediando 3,3 puntos y 1,9 asistencias. Tras no ser renovado, ficha al año siguiente por Philadelphia 76ers, donde permanece dos temporadas, para en 1999 encadenar tres contratos de diez días con tres equipos diferentes, Orlando Magic, New Jersey Nets y nuevamente los Sixers.
En la temporada 1998-99 ficha por Boston Celtics para dar minutos de descanso a Kenny Anderson, y a pesar de ser renovado una temporada más, en la que estaba mejorando sus números hasta promediar 5,4 puntos y 2,7 asistencias por partido, es despedido. Se marcha entonces a jugar a la ABA, a los Kansas City Knights, regresando a la NBA con sendos contratos de 10 días de los Charlotte Hornets y los New Jersey Nets, hasta que recibe la llamada del FC Barcelona de la liga ACB para sustituir al lesionado Anderson Varejão. Pero el brasileño se recuperaría en 10 días, y Overton sólo pudo disputar dos partidos, en los que promedió 7,0 puntos y 1,5 asistencias.
Regresaría a su país, donde firmaría varios contratos de diez días con Los Angeles Clippers y New Jersey Nets, jugando el resto del tiempo con los Sioux Falls Skyforce de la CBA. Se retiraría en 2005, con 36 años, vistiendo la camiseta de los Michigan Mayhem. Tras disputar 499 partidos en 11 temporadas y 8 equipos diferentes, jamás llegó a jugar ni un solo partido de playoffs de la NBA.

### Entrenador
Tras retirarse, en 2006 asumió el puesto de entrenador asistente en la Universidad Saint Joseph. En 2008 fichó en el mismo puesto por los New Jersey Nets, hasta la actualidad.

## Estadísticas de su carrera en la NBA

### Temporada regular
| Temporada | Edad | Equipo               | Liga | P   | TIT | MIN  | TC  | TCA | %TC   | 3P  | 3PA | %3P  | TL  | TLA | %TL   | R.OF. | R.DEF. | REB | ASIS | ROB | TAP | PER | FP  | PTS |
| 1992-93   | 23   | Washington Bullets   | NBA  | 45  | 13  | 22.0 | 3.4 | 7.2 | .471  | 0.1 | 0.3 | .231 | 1.3 | 1.8 | .728  | 0.6   | 1.8    | 2.4 | 3.5  | 0.7 | 0.1 | 1.6 | 1.8 | 8.1 |
| 1993-94   | 24   | Washington Bullets   | NBA  | 61  | 1   | 12.3 | 1.4 | 3.5 | .403  | 0.0 | 0.2 | .091 | 0.7 | 0.9 | .827  | 0.3   | 0.8    | 1.1 | 1.5  | 0.3 | 0.0 | 0.9 | 0.8 | 3.6 |
| 1994-95   | 25   | Washington Bullets   | NBA  | 82  | 20  | 20.8 | 2.5 | 6.1 | .416  | 0.6 | 1.5 | .424 | 1.3 | 1.5 | .872  | 0.3   | 1.4    | 1.7 | 3.0  | 0.6 | 0.0 | 1.3 | 1.5 | 7.0 |
| 1995-96   | 26   | Denver Nuggets       | NBA  | 55  | 0   | 11.0 | 1.2 | 3.2 | .376  | 0.1 | 0.5 | .308 | 0.7 | 1.0 | .727  | 0.1   | 1.0    | 1.1 | 1.9  | 0.2 | 0.1 | 0.7 | 0.9 | 3.3 |
| 1996-97   | 27   | Philadelphia 76ers   | NBA  | 61  | 4   | 10.4 | 1.3 | 3.1 | .426  | 0.2 | 0.7 | .250 | 0.7 | 0.8 | .938  | 0.3   | 0.8    | 1.1 | 1.7  | 0.4 | 0.0 | 0.6 | 0.7 | 3.6 |
| 1997-98   | 28   | Philadelphia 76ers   | NBA  | 23  | 2   | 12.0 | 1.0 | 2.7 | .381  | 0.0 | 0.1 | .000 | 0.6 | 0.7 | .875  | 0.1   | 0.5    | 0.6 | 1.6  | 0.3 | 0.0 | 1.0 | 1.5 | 2.7 |
| 1998-99   | 29   | TOTAL                | NBA  | 24  | 1   | 10.2 | 1.5 | 3.5 | .429  | 0.1 | 0.3 | .286 | 0.8 | 0.8 | .900  | 0.3   | 0.6    | 0.9 | 1.0  | 0.2 | 0.0 | 0.8 | 0.8 | 3.8 |
| 1998-99   | 29   | Orlando Magic        | NBA  | 6   | 0   | 5.5  | 1.0 | 2.0 | .500  | 0.0 | 0.3 | .000 | 1.0 | 1.0 | 1.000 | 0.2   | 0.2    | 0.3 | 0.5  | 0.2 | 0.0 | 0.5 | 0.3 | 3.0 |
| 1998-99   | 29   | New Jersey Nets      | NBA  | 8   | 1   | 21.8 | 3.1 | 7.1 | .439  | 0.3 | 0.5 | .500 | 1.5 | 1.8 | .857  | 0.8   | 1.4    | 2.1 | 2.0  | 0.4 | 0.1 | 1.9 | 1.8 | 8.0 |
| 1998-99   | 29   | Philadelphia 76ers   | NBA  | 10  | 0   | 3.7  | 0.5 | 1.5 | .333  | 0.0 | 0.1 | .000 | 0.0 | 0.0 |       | 0.0   | 0.2    | 0.2 | 0.4  | 0.1 | 0.0 | 0.2 | 0.2 | 1.0 |
| 1999-00   | 30   | Boston Celtics       | NBA  | 48  | 0   | 9.0  | 1.3 | 3.2 | .396  | 0.2 | 0.6 | .357 | 0.4 | 0.4 | .952  | 0.3   | 0.4    | 0.7 | 1.1  | 0.2 | 0.0 | 0.4 | 1.0 | 3.2 |
| 2000-01   | 31   | TOTAL                | NBA  | 21  | 10  | 22.6 | 2.5 | 6.6 | .374  | 0.5 | 1.7 | .306 | 0.5 | 0.8 | .625  | 0.2   | 1.7    | 1.9 | 3.4  | 0.4 | 0.0 | 1.5 | 1.8 | 6.0 |
| 2000-01   | 31   | Boston Celtics       | NBA  | 7   | 1   | 20.6 | 2.1 | 6.3 | .341  | 0.1 | 0.6 | .250 | 1.0 | 1.6 | .636  | 0.4   | 1.7    | 2.1 | 2.7  | 0.6 | 0.0 | 1.9 | 2.1 | 5.4 |
| 2000-01   | 31   | Charlotte Hornets    | NBA  | 2   | 0   | 7.5  | 1.0 | 1.0 | 1.000 | 0.0 | 0.0 |      | 0.0 | 0.0 |       | 0.0   | 0.0    | 0.0 | 0.0  | 0.5 | 0.0 | 1.5 | 1.0 | 2.0 |
| 2000-01   | 31   | New Jersey Nets      | NBA  | 12  | 9   | 26.3 | 2.9 | 7.8 | .376  | 0.8 | 2.7 | .313 | 0.3 | 0.4 | .600  | 0.1   | 1.9    | 2.0 | 4.4  | 0.3 | 0.0 | 1.3 | 1.7 | 6.9 |
| 2001-02   | 32   | Los Angeles Clippers | NBA  | 18  | 0   | 7.3  | 0.8 | 2.4 | .318  | 0.4 | 1.5 | .259 | 0.2 | 0.4 | .571  | 0.1   | 0.6    | 0.7 | 0.7  | 0.2 | 0.1 | 0.7 | 0.6 | 2.2 |
| 2003-04   | 34   | TOTAL                | NBA  | 61  | 11  | 16.9 | 1.6 | 4.0 | .404  | 0.0 | 0.4 | .130 | 0.4 | 0.5 | .742  | 0.3   | 1.1    | 1.4 | 2.3  | 0.4 | 0.0 | 1.0 | 1.5 | 3.7 |
| 2003-04   | 34   | New Jersey Nets      | NBA  | 6   | 0   | 3.7  | 0.5 | 1.3 | .375  | 0.0 | 0.0 |      | 0.3 | 0.3 | 1.000 | 0.0   | 0.2    | 0.2 | 0.7  | 0.2 | 0.0 | 0.3 | 0.7 | 1.3 |
| 2003-04   | 34   | Los Angeles Clippers | NBA  | 55  | 11  | 18.4 | 1.7 | 4.3 | .405  | 0.1 | 0.4 | .130 | 0.4 | 0.5 | .724  | 0.3   | 1.3    | 1.5 | 2.4  | 0.5 | 0.0 | 1.0 | 1.5 | 3.9 |
| Total     |      |                      | NBA  | 499 | 62  | 14.6 | 1.8 | 4.3 | .412  | 0.2 | 0.7 | .319 | 0.8 | 0.9 | .816  | 0.3   | 1.0    | 1.3 | 2.1  | 0.4 | 0.0 | 0.9 | 1.2 | 4.5 |